# Dick Francis
Richard Stanley Francis (31. října 1920 Wales – 14. února 2010 Kajmanské ostrovy), známý jako Dick Francis, byl britský žokej, novinář a spisovatel detektivních románů.
V roce 1939 narukoval do Královského letectva a ve druhé světové válce byl nejprve leteckým mechanikem, později pilotem bombardéru.
Roku 1948 se stal profesionálním žokejem, kterým byl až do roku 1956. Během své kariéry vyhrál značné množství dostihů (více než 300) a v sezóně 1953–1954 se stal žokejem šampiónem. Po ukončení jezdecké kariéry se stal sportovním novinářem London Sunday Express, kde se věnoval dostihům. Redaktorem tohoto časopisu zůstal až do roku 1973.
Od roku 2000 žil na Kajmanských ostrovech.

## Dílo
Od roku 1962 vydával jednou ročně novou knihu. Psaní přerušil po manželčině úmrtí v roce 2000. Další román vydal v roce 2006 a následující čtyři napsal v letech 2007–2010 spolu se svým synem Felixem.
Všechny jeho detektivky se zabývají dostihovým sportem, hlavní hrdina s ním má vždy něco společného buď přímo (trenér, žokej, funkcionář…), nebo nepřímo (novinář, pilot mezi závodišti). Ve více příbězích (Poslední šance, Bič, V nemilosti, Rozkazem) vystupuje Sid Halley, jemuž zranění ukončí jezdeckou kariéru a který se následně stává vyšetřovatelem.
Mnohá jeho díla přeložila do češtiny Jaroslava Moserová.

### Detektivky
- Smrt favorita (Dead Cert, 1962)
- Nervy (Nerve, 1964)
- Oheň a bič (For Kicks, 1965)
- Poslední šance (Odds Against, 1965)
- Souboj v letu (Flying Finish, 1966)
- Cena krve (Blood Sport, 1967)
- Hra na fanty (Forfeit, 1968)
- Vyšetřovací komise (Enquiry, 1969)
- Drahý čas (Rat Race, 1970)
- Tvrdý úder (Bonecrack, 1971)
- Kouřová clona (Smokescreen, 1972)
- Chladná zrada (Slay Ride, 1973)
- Dražby (Knock Down, 1974)
- Vysoké sázky (High Stakes, 1975)
- Motiv koní (In the Frame, 1976); v závěru knihy děkuje mj. malíři Josefu Jírovi za pomoc při psaní
- Risk (Risk, 1977)
- Smrtící zkouška (Trial Run, 1978)
- Bič (Whip Hand, 1979)
- Reflex (Reflex, 1980)
- Hra s čísly (Twice Shy, 1981)
- Živá investice (Banker, 1982)
- Hrozba (The Danger, 1984)
- Expert (Proof, 1985)
- Žralok (Breakin, 1985)
- Žihadlo (Bolt, 1986)
- Horké peníze (Hot Money, 1987)
- V šachu (The Edge, 1988)
- Cílová rovinka (Straight, 1989)
- Do černého (Longshot, 1990)
- Návrat diplomata (Comeback,1991)
- Mezi koly (Driving Force, 1992)
- Rozcestí (Decider, 1993)
- Divocí koně (Wild Horses, 1994)
- V nemilosti (Come to Grief, 1995)
- Až za hrob (To the Hilt, 1996)
- Za trest (10 lb Penalty, 1997)
- Pole pro třináct (Field of 13, 1998)
- Hurikán (Second Wind, 1999)
- Střepy (Shattered, 2000)
- Rozkazem (Under Orders, 2006)
- Mrtvý dostih (Dead Heat, 2007) – spoluautor Felix Francis
- Talár a dres (Silks, 2008) – spoluautor Felix Francis
- Vyrovnaný účet (Even Money, 2009) – spoluautor Felix Francis
- Křížová palba (Crossfire, 2010) – spoluautor Felix Francis

### Autobiografie
- Sport královen (The Sport of Queens, 1957)

### Souborná česká vydání
- Stopa vede za moře – soubor děl Motiv koní, Risk
- Start bez cíle – soubor děl Poslední šance, Bič
- Rodinná čest – soubor děl Žralok, Žihadlo
- Noční můry. Sport královen – čtyři povídky a autobiografie

### Díla jiných o D. Francisovi
- FULLEROVÁ, Bryony. Dick Francis: žokej steeplechase Překlad Václav Černý. Praha: Olympia, 1995. ISBN 80-7033-369-3. (V orig. Dick Francis Steeplechase Jockey, 1994).

## Ceny
Získal několik prestižních ocenění:
- Řád britského impéria (1984, 2000),
- Stříbrnou dýku Britské asociace detektivních autorů (1965)
- Zlatou dýku Britské asociace detektivních autorů (1980)
- Cartierovu diamantovu dýku za detektivní tvorbu (1990)
- Dále třikrát obdržel cenu Edgara Allana Poea (1970 za Hru na fanty, 1981 za Bič, 1996 za V nemilosti)